# Sandbar Lake Provincial Park
Sandbar Lake Provincial Park är en park i Kanada.   Den ligger i provinsen Ontario, i den sydöstra delen av landet, 1 300 km väster om huvudstaden Ottawa. Sandbar Lake Provincial Park ligger 414 meter över havet.
Terrängen runt Sandbar Lake Provincial Park är platt. Trakten runt Sandbar Lake Provincial Park är nära nog obefolkad, med mindre än två invånare per kvadratkilometer.. 
I omgivningarna runt Sandbar Lake Provincial Park växer i huvudsak blandskog.